# Real (residència)
Durant el temps del Xarq al-Àndalus un real (de l'àrab رِيَاض, riyāḍ) era una espècie d'hort o jardí, amb alguna mena d'edificació com a residència d'esplai, que solien pertànyer als un membres de l'oligarquia urbana andalusina, situats al voltant de les ciutats o alqueries grans. En aquest sentit, també s'emprava en altres zones d'Al-Àndalus la paraula almúnia. Segons Carme Barceló, un exemple seria el Palau del Real de València, tot i que el terme real continua dins el català com a arabisme, present en molts topònims com ara el Secar de la Real a Palma, el Real de Montroi i el Real de Gandia, o el mateix Pla del Real a València. És molt comú confondre la seua etimologia amb un derivat de reial o referent al rei, cosa que es fa més explícita en el cas del Palau del Real per ser aquest residència reial.